# Simulium walterwittmeri
Simulium walterwittmeri es una especie de insecto del género Simulium, familia Simuliidae, orden Diptera.

## Distribución
Se distribuye por Argentina.

## Taxonomía
Fue descrita científicamente por Wygodzinsky, 1958.